# Malus domestica
Malus domestica (cây Táo tây) là một loài cây rụng lá trong họ Hoa hồng được biết đến vì quả ngọt của nó (quả táo tây). Nó được trồng trên toàn thế giới như một cây ăn quả, và là những loài được trồng rộng rãi nhất trong chi Hải đường (Malus). Cây táo có nguồn gốc ở Trung Á, nơi tổ tiên của nó - loài táo dại Tân Cương - vẫn còn tồn tại cho đến ngày hôm nay.

## Đặc điểm

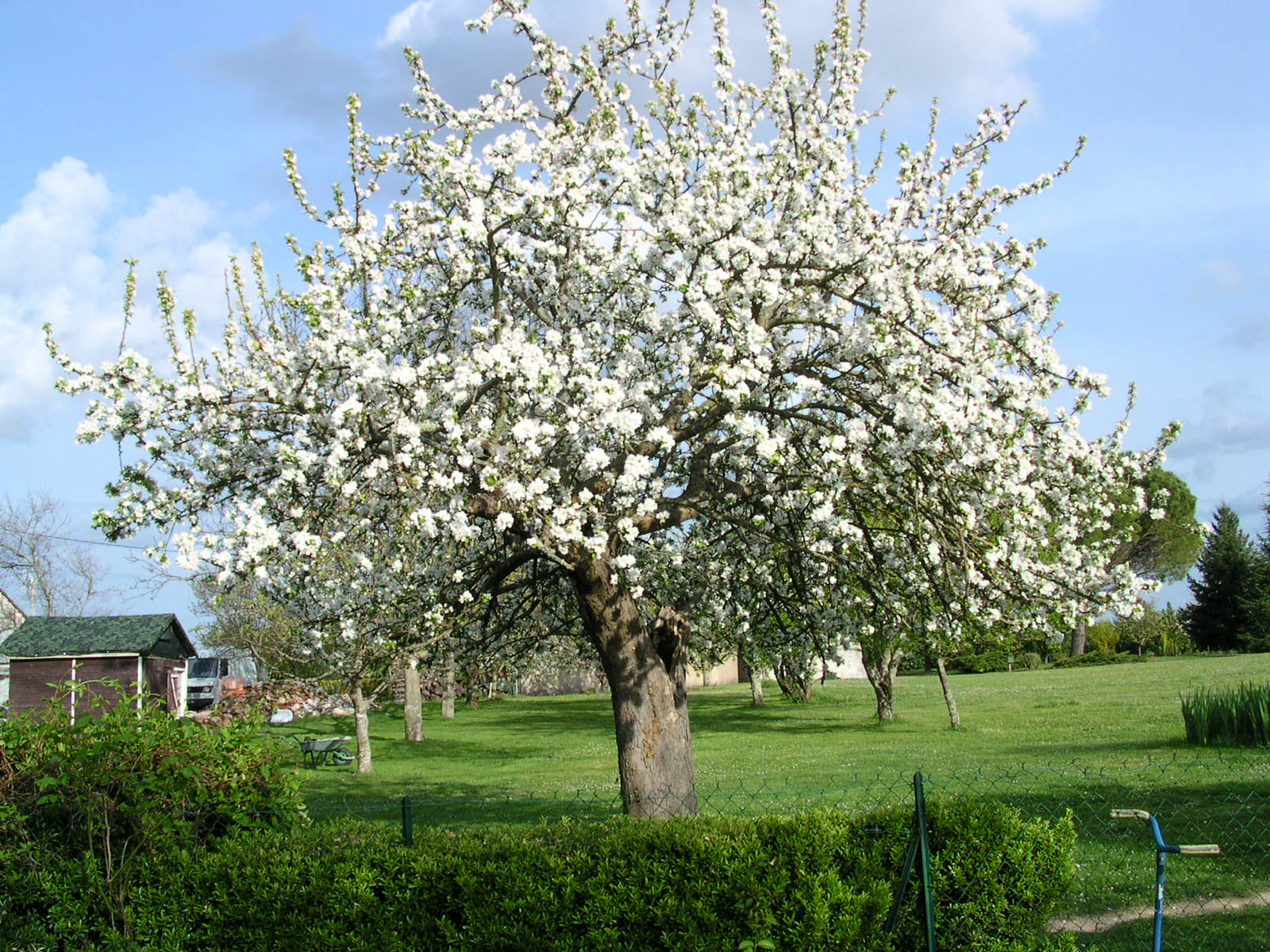
Cây táo trổ bông

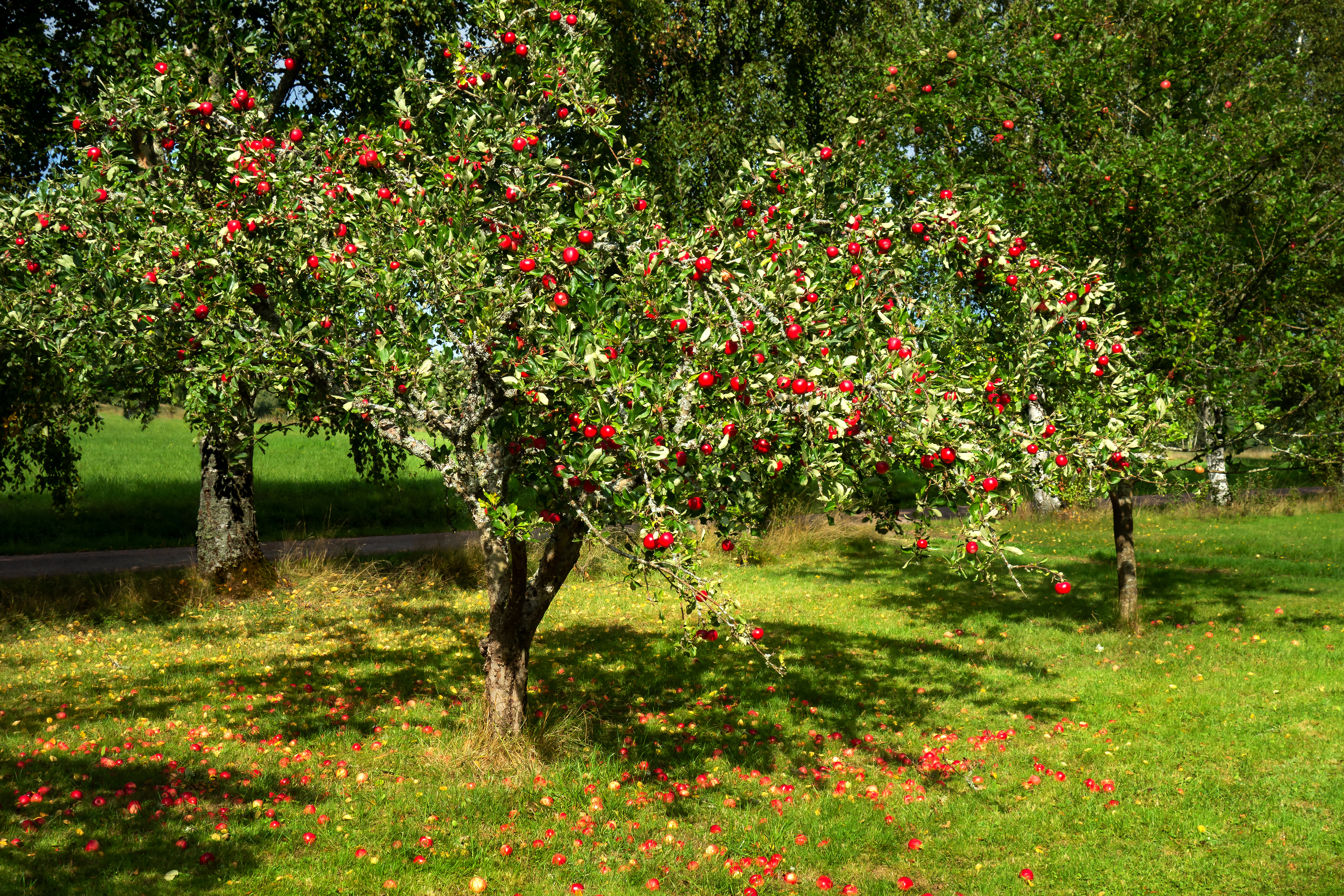
Cây táo tây và quả táo

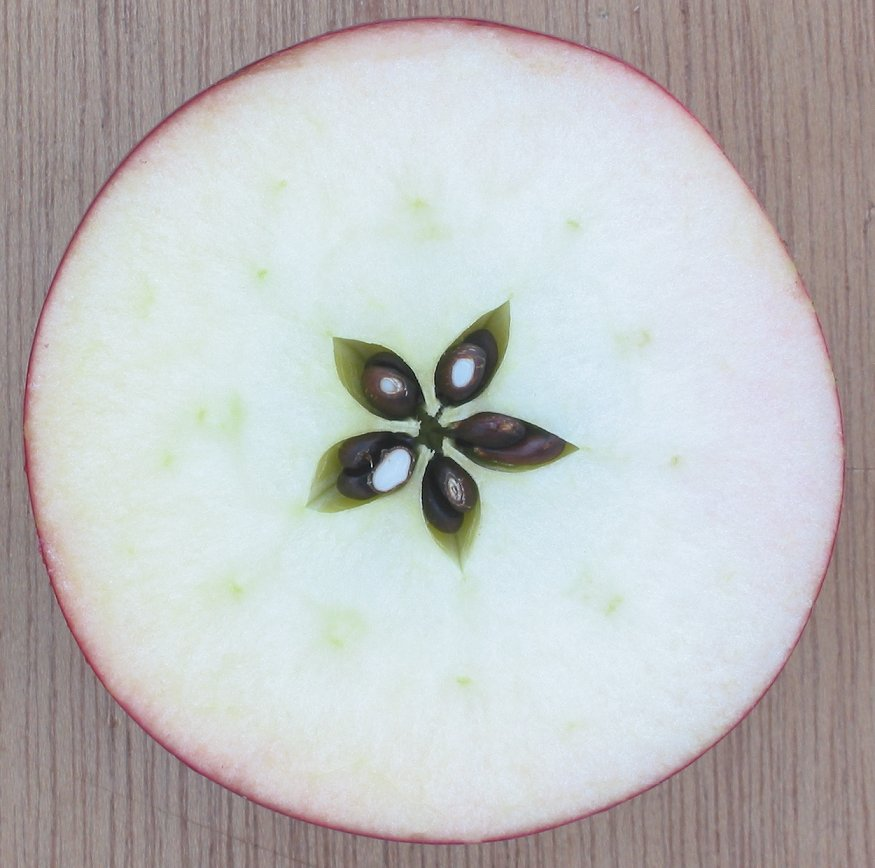
Tiết diện ngang quả táo cho thấy từ ngoài vào là vỏ mỏng (màu đỏ), thịt (trắng xanh), và ruột 5 múi với hột màu nâu.

Cây táo tây cao khoảng 3–12 m, tán rộng và rậm. Đến thu cây rụng lá. Lá táo hình bầu dục, rộng 3–6 cm, dài 5–12 cm; đầu lá thắt nhọn với cuống lá (petiole) khoảng 2–5 cm. Rìa lá dạng răng cưa.
Hoa táo nở vào mùa xuân cùng lúc khi mầm lá nhú, rồi kết quả táo, rồi chín và cho thu hoạch vào mùa thu, khoảng tháng 9 hoặc tháng 10. Hoa sắc trắng, có khi pha chút màu hồng rồi phai dần. Hoa có năm cánh, đường kính 2,5-3,5 cm. Trái chín vào mùa thu và thường có đường kính cỡ 5–9 cm. Ruột táo bổ ra có năm "múi" (carpel) chia thành ngôi sao năm cánh. Mỗi múi có 1-3 hột.

### Tổ tiên
Cây táo tây (Malus domestica) có nguồn gốc là loài táo dại Tân Cương (Malus sieversii) ở Trung Á, hiện vẫn còn mọc ở vùng núi Trung Á, phía nam của Kazakhstan, Kyrgyzstan, Tajikistan, và Tân Cương, Trung Quốc.. Việc gieo trồng táo, nhiều khả năng bắt đầu từ hai cánh rừng của dãy núi Thiên Sơn, tiến triển trong một thời gian dài, cho phép dung hợp các gen từ loài khác vào những hạt giống thụ phấn. Nhờ trao đổi gien đáng kể với loài Malus sylvestris, đã tạo ra các quần thể hiện tại của loài táo thường là liên quan nhiều hơn đến crabapples hơn là với nguyên bản táo dại Malus sieversii.
Có hơn 7500 giống táo trồng với nhiều đặc tính mong muốn. Các giống táo trồng có năng xuất và kích thước cây khác nhau, kể cả khi mọc từ cùng loại gốc ghép.

### Bản đồ gien
Trong năm 2010, một tập đoàn của Ý thông báo họ đã giải mã hoàn chỉnh bộ gien của quả táo khi hợp tác với các nhà sinh học chuyên về gien làm vườn tại Đại học bang Washington, sử dụng giống táo Golden delicious. Có khoảng 57.000 gien, số lượng cao nhất của bất cứ bộ gien thực vật được nghiên cứu cho đến nay, thậm chí nhiều hơn số bộ gien của con người (khoảng 30.000). Sự hiểu biết mới này về bộ gien của loài táo sẽ giúp các nhà khoa học trong việc xác định các gien và các biến thể gien chống bệnh tật và hạn hán, và các đặc tính mong muốn khác. Hiểu biết về các gien đằng sau những đặc điểm này sẽ cho phép các nhà khoa học thực hiện nhân giống chọn lọc tốt hơn. Giải mã bộ gien cũng cung cấp bằng chứng rằng Malus sieversii là tổ tiên hoang dã của táo tây - một vấn đề gây tranh cãi từ lâu trong cộng đồng khoa học.

## Hình ảnh

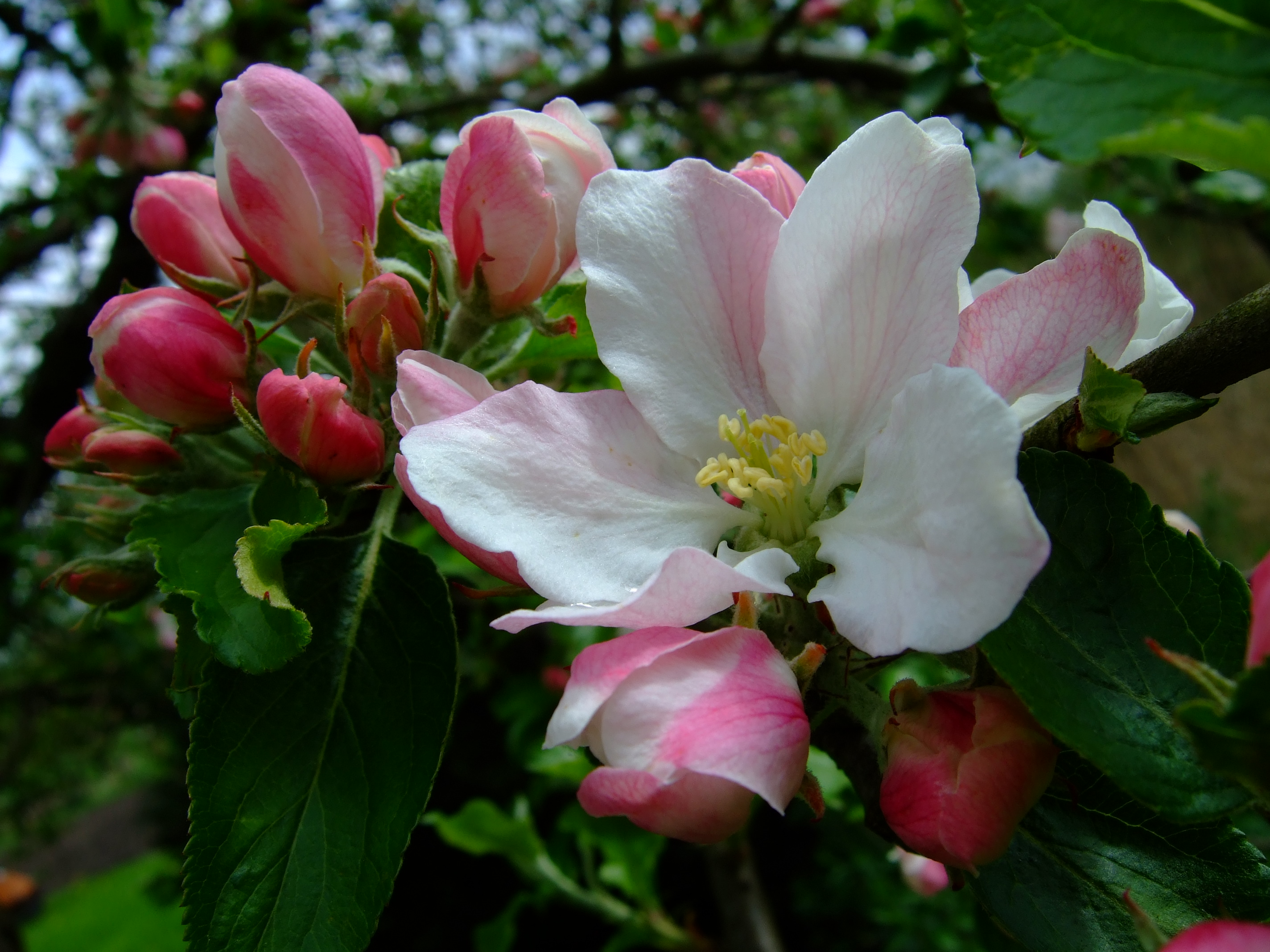
Hoa táo
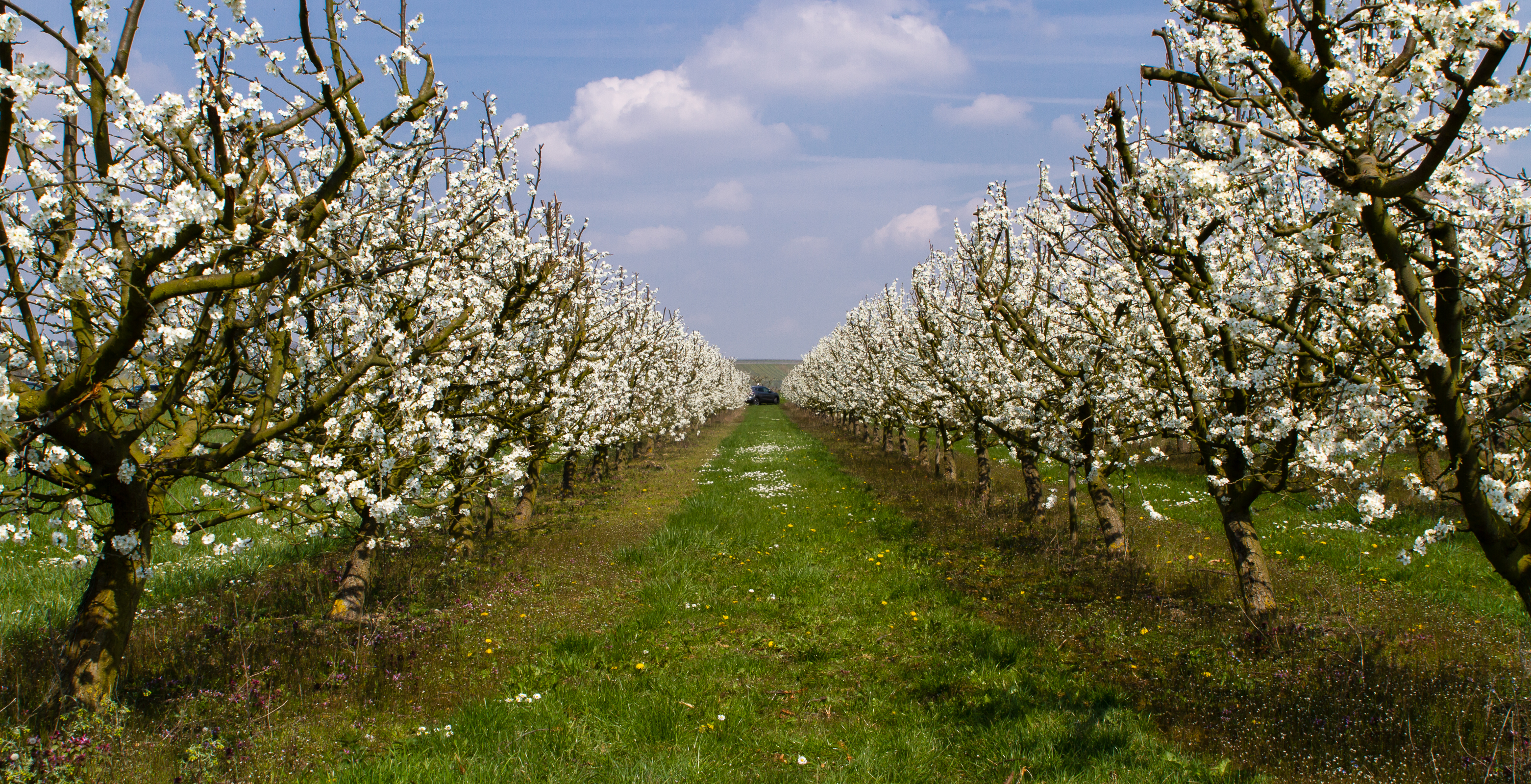
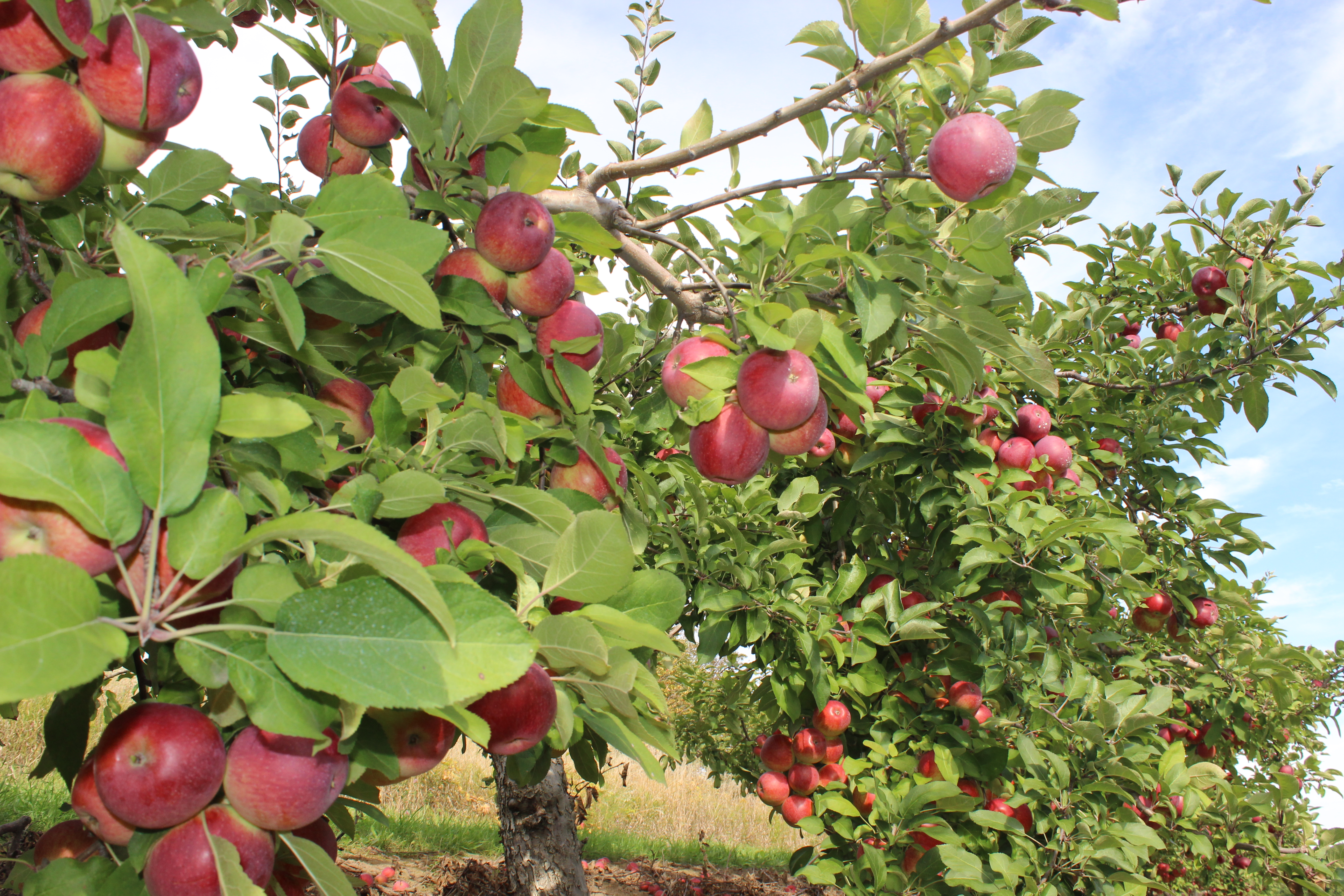
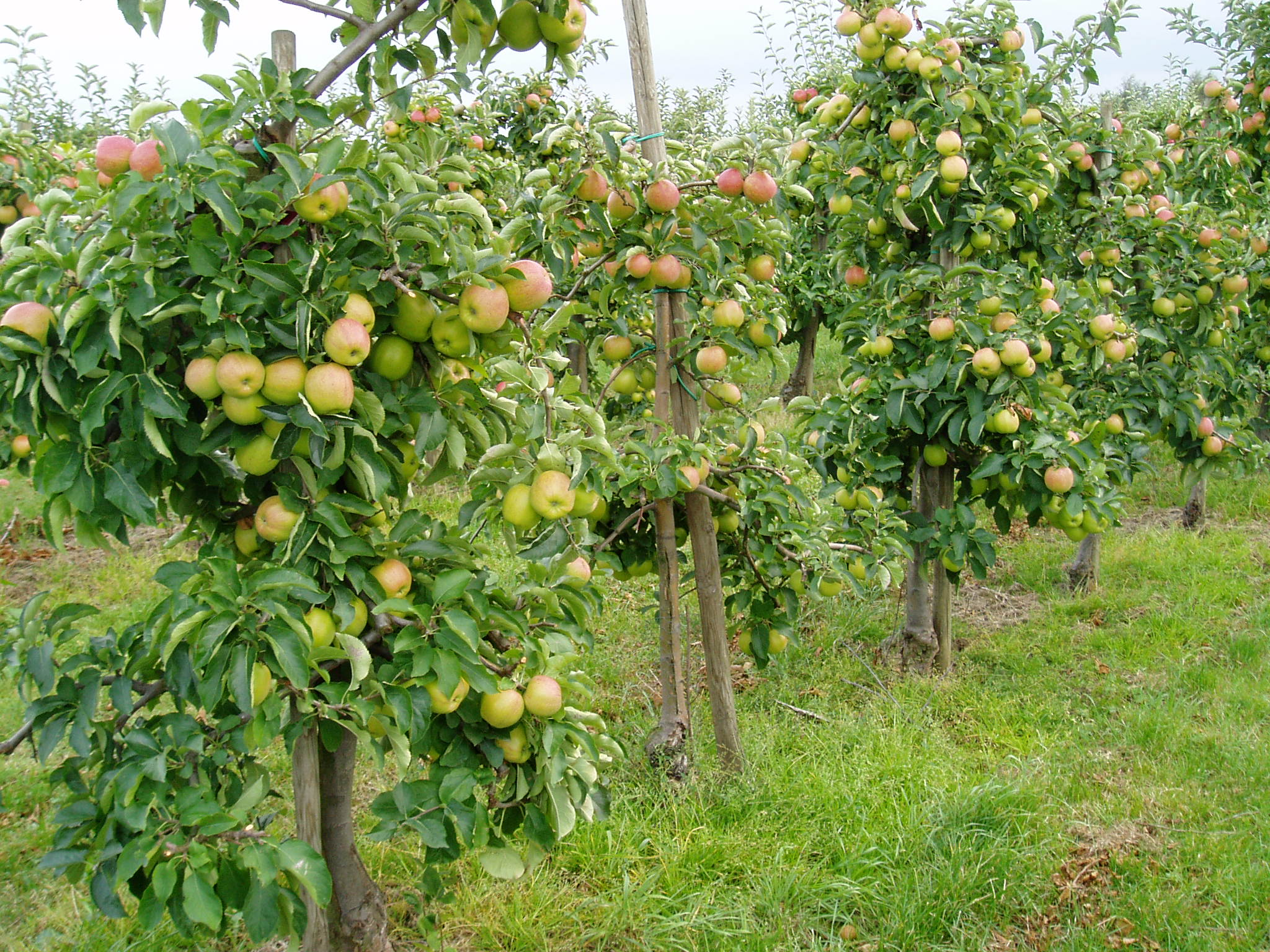
Vườn ươm
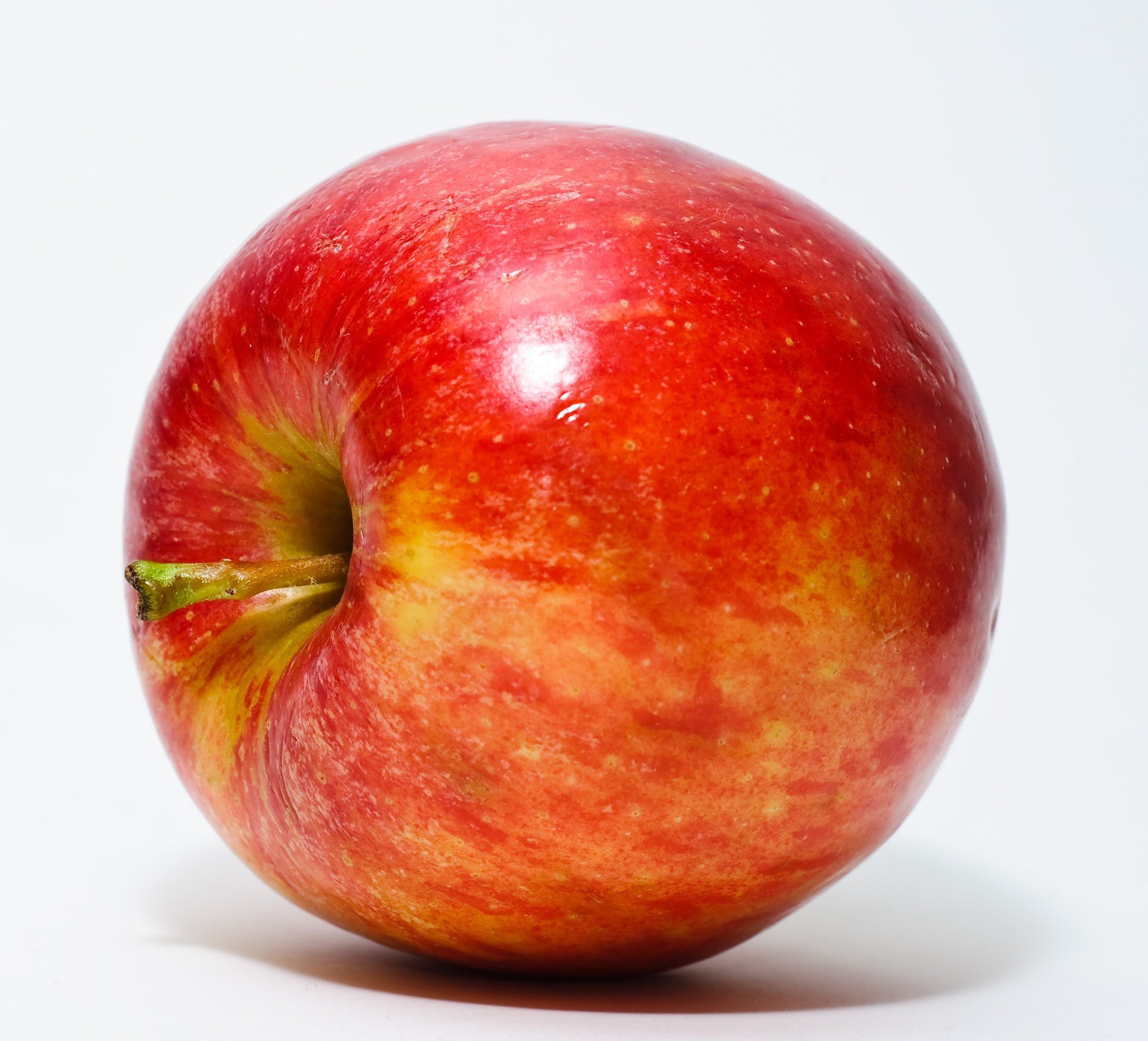
Một quả táo đỏ
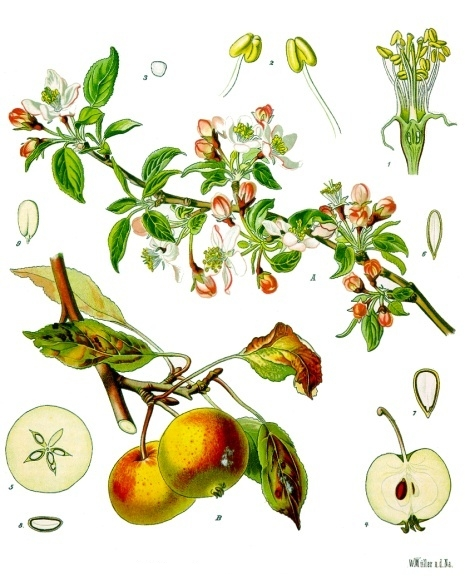
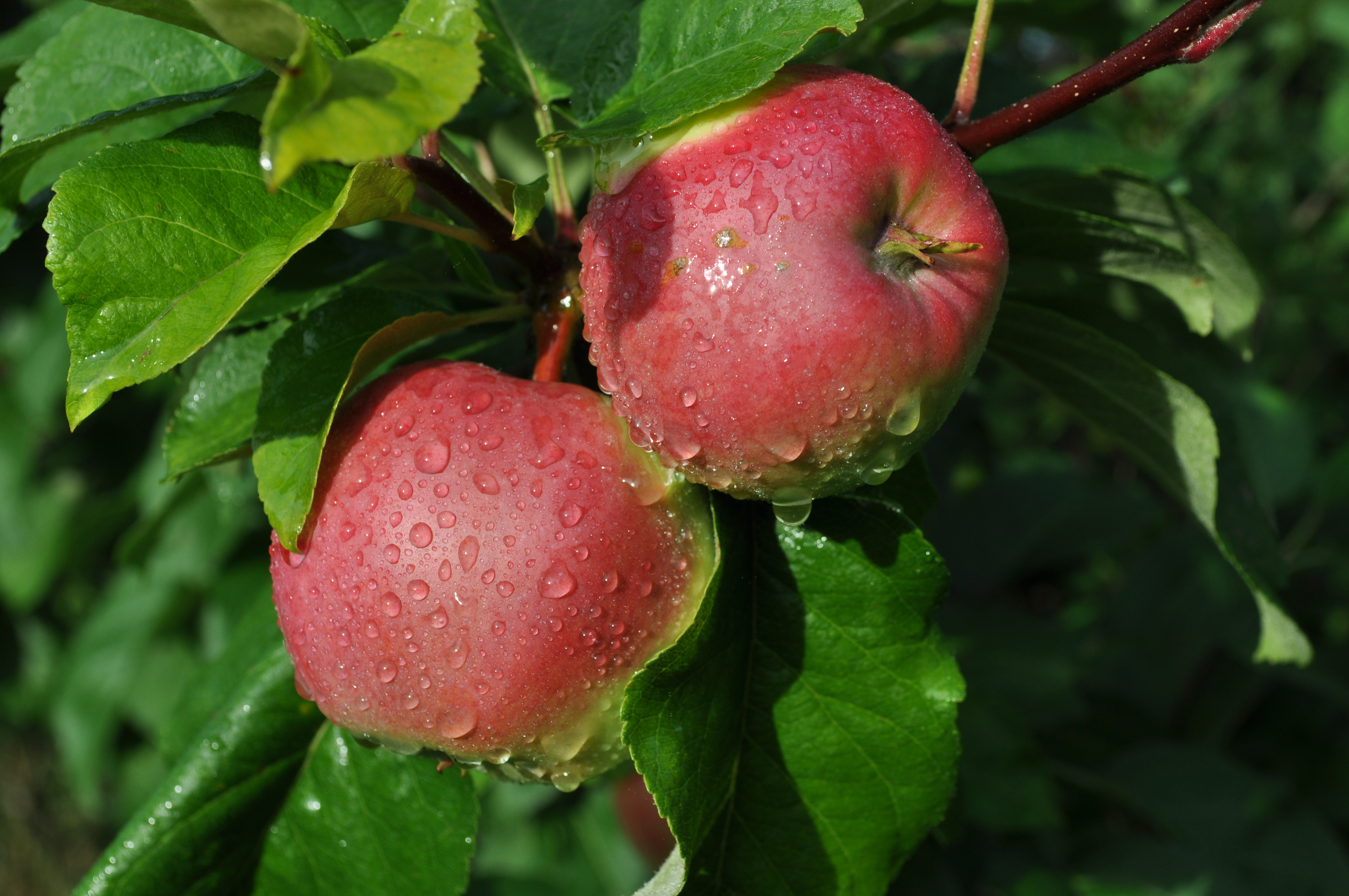
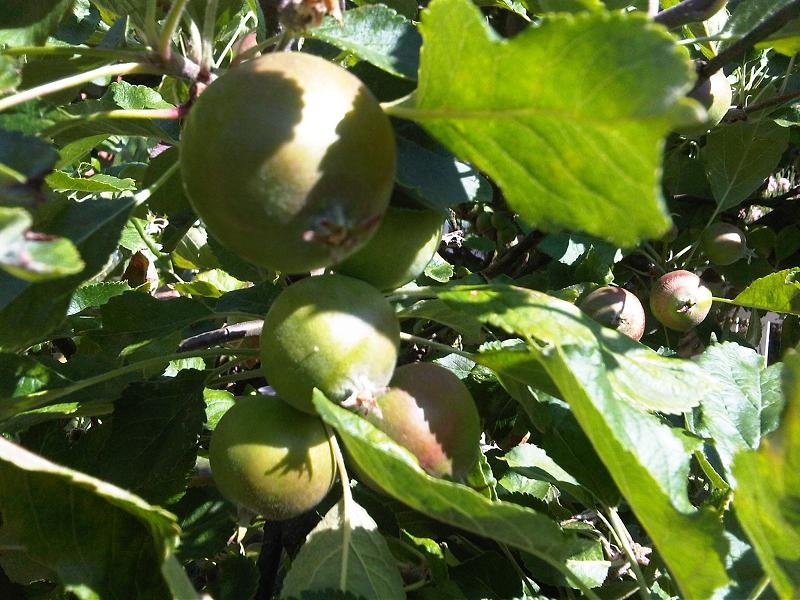
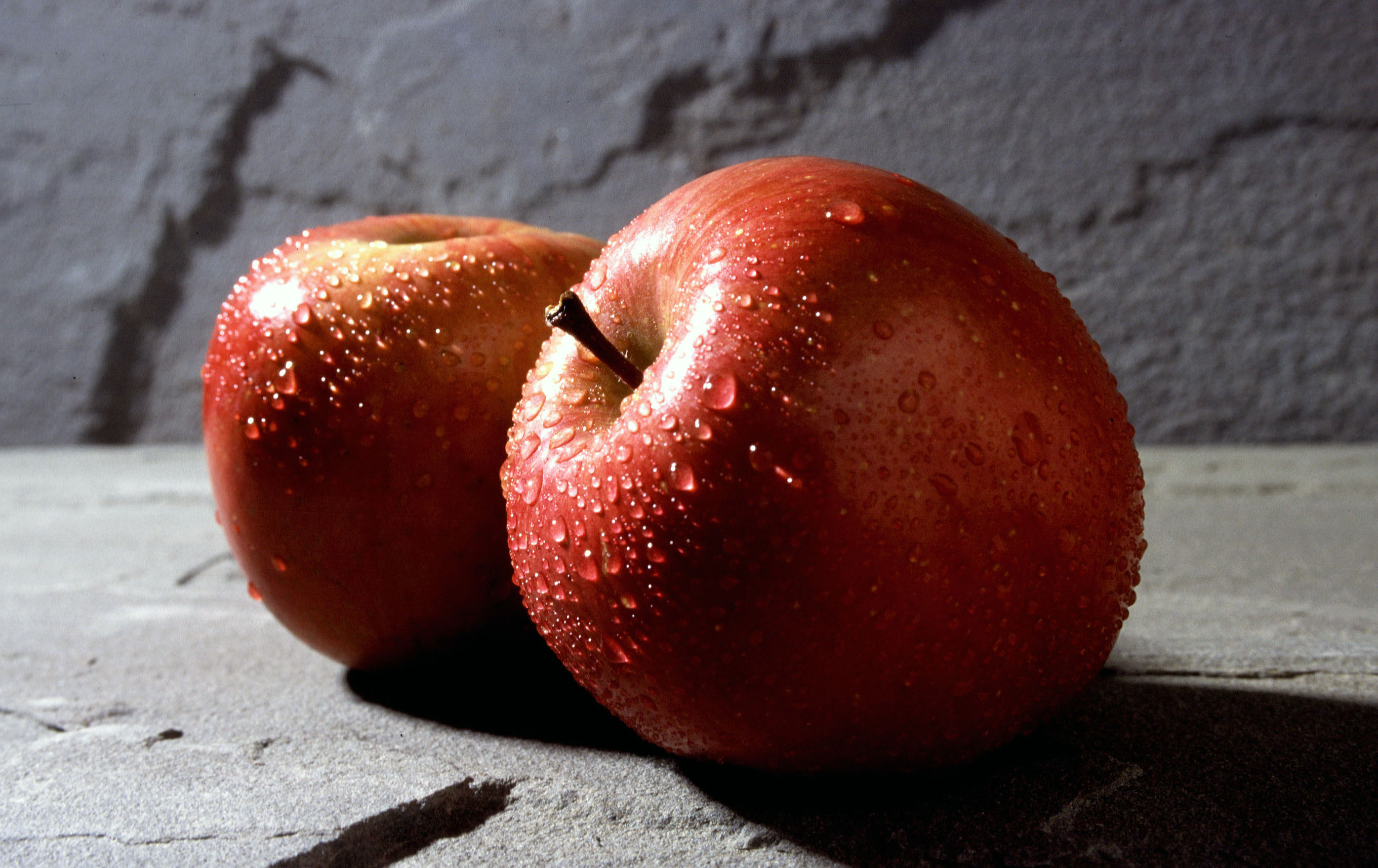
Táo Fuji
Quả của nhiều giống táo khác nhau